# Korpisaari (ö i Finland, Södra Savolax, Nyslott, lat 61,98, long 29,33)
Korpisaari är en ö i Finland. Den ligger i sjön Puruvesi och i kommunen Nyslott i  landskapet Södra Savolax, i den sydöstra delen av landet, 300 km nordost om huvudstaden Helsingfors. Öns area är 8,7 hektar och dess största längd är 490 meter i öst-västlig riktning.